# Шая Лабъф
Шая Саид Лабъф (на английски: Shia Saide LaBeouf чуй /ˈʃaɪə ləˈbʌf/) е американски актьор и режисьор, носител на награди Еми и БАФТА, номиниран е за награда Сатурн, три пъти е номиниран за награда „Млад актьор“ и четири пъти за Изборът на публиката. Известни филми с негово участие са „Ангелите на Чарли: Газ до дупка“, „Аз, роботът“, „Константин“, „Трансформърс“, „Трансформърс: Отмъщението“, „Трансформърс 3“, „Индиана Джоунс и кралството на кристалния череп“, „Уолстрийт: Парите никога не спят“ и други.

## Биография

### Произход и младежки години
Лабъф е роден на 11 юни 1986 г. в Лос Анджелис, Калифорния, и е единствено дете на Шейна и Джефри Крег Лабъф. Майка му е танцьорка и балерина, която става дизайнер на бижута и дрехи. Баща му е ветеран от войната във Виетнам, който постоянно сменя работата си. Майката на Лабъф е еврейка, а баща му християнин с френски произход. Лабъф израства с двете религии и е кръстен в християнска църква. Първото му име произлиза от еврейската дума „шая“ (שי יה), която означава „дар от бога“.
Лабъф описва родителите си като „хипари“, а баща си описва като „твърд човек, който е различна порода“. Детството му протича по начин, подобен на хипарския начин на живот и въпреки че родителите му са били „доста странни, те го обичат, както и той тях“. През тези години Шая придружава баща си на срещи на анонимните алкохолици. Той казва, че е бил подложен на вербален и психически тормоз от баща си, който веднъж насочва пистолет към него, изживявайки спомени от войната. Лабъф разказва също как баща му е взимал наркотици по време на детството му и е бил вкарван в рехабилитационни центрове заради пристрастяването си към хероина. През това време майка му се е опитвала да издържа семейството.
Родителите му се развеждат главно поради финансови причини и Лабъф изживява останалата част от детството си в бедност в квартал в централен Лос Анджелис с майка си, която изкарва прехраната на семейството като продава платове и брошки. Въпреки това той описва тези години като щастливи. В един момент чичо му изразява желание да го осинови, тъй като родителите му не са можели да го издържат и са били твърде горди, за да подадат документи за социални помощи. За да се справи с развода на родителите си, Лабъф прави представления, в които имитира баща си и така забавлява семейството си. Лабъф остава близък с двамата си родители и ги подкрепя финансово.

### Кариера
Лабъф става известен сред по-младата аудитория като Луис Стивънс от детския телевизионен сериал на Дисни – „Не дразнете Стивънс“ (Even Stevens). Лабъф е номиниран за награда „млад актьор“ през 2001 г. и получава награда Еми през 2003 г. за ролята си в сериала. Той дебютира на големия екран през 2003 г. с филма „Семейно проклятие“, по едноименния роман на Луис Сакхар. През 2004 г. Лабъф прави и режисьорския си дебют с късометражния филм „Let's Love Hate“ („Да обичаме омразата“), а по-късно режисира още един късометражен филм, озаглавен „Маниак“ (Maniac) с участието на американските рапъри Кейдж и Кид Куди.
През 2007 г. Лабъф играе главната роля в трилъра „Дистърбия“ и анимационния филм „Всички на сърф“. Същата година взима участие като персонаж на име Сам Уитуики във фантастиката на Майкъл Бей, „Трансформърс“, която се превръща в блокбъстър. Лабъф участва и в продълженията на филма „Трансформърс: Отмъщението“ (2009) и „Трансформърс 3: Тъмната страна на Луната“ (2011), които също постигат успех в боксофиса. През 2008 г. той изиграва ролята на Мът Уилямс в четвъртата част от филмите за приключенията на „Индиана Джоунс“ в „Индиана Джоунс и кралството на кристалния череп“. Филмът постига финансов успех, но не се радва на особено ласкави отзиви от страна на критиците. Други по-известни филми, в които Шая Лабъф се снима са „Уол Стрийт: Парите никога не спят“ през 2010 г., „Беззаконие“ и „Хората, на които държиш“ през 2012 г. и „Нимфоманка“ през 2013 г.

### Личен живот
През септември 2018 г. е обявено, че Лабъф и Мия Гот са се разделили и са подали молба за развод. Въпреки това през февруари 2022 г. е съобщено, че Гот е бременна с първото им дете. Те имат дъщеря, родена през март 2022 г.

## Филмография
| Година | Заглавие на български                             | Оригинално заглавие                                | Роля                          | Режисьор | Бележки |
| ------ | ------------------------------------------------- | -------------------------------------------------- | ----------------------------- | -------- | ------- |
| 1998   |                                                   | The Christmas Path                                 | Кал                           |          |         |
| 1998   | „Маймунджулъци“                                   | Monkey Business                                    | Уайът                         |          |         |
| 2003   | „Битката за Шейкър Хайтс“                         | The Battle of Shaker Heights                       | Кели Ернсуилър                |          |         |
| 2003   | „Ангелите на Чарли: Газ до дупка“                 | Charlie's Angels: Full Throttle                    | Макс Петрони                  |          |         |
| 2003   | „От глупав по-по-глупав: Когато Хари срещна Лойд“ | Dumb and Dumberer: When Harry Met Lloyd            | Люис                          |          |         |
| 2003   | „Семейно проклятие“                               | Holes                                              | Стенли Йелнътс                |          |         |
| 2004   | „Аз, роботът“                                     | I, Robot                                           | Фарбър                        |          |         |
| 2005   | „Най-великата игра“                               | The Greatest Game Ever Played                      | Франсис Уимет                 |          |         |
| 2005   | „Наусика от Долината на вятъра“                   | Nausicaä of the Valley of the Wind                 | Азбел (глас)                  |          |         |
| 2005   | „Константин“                                      | Constantine                                        | Чаз Крамър                    |          |         |
| 2006   | „Боби“                                            | Bobby                                              | Купър                         |          |         |
| 2006   |                                                   | A Guide to Recognizing Your Saints                 | Младият Дито                  |          |         |
| 2007   | „Дистърбия“                                       | Disturbia                                          | Кейл Беркт                    |          |         |
| 2007   | „Всички на сърф“                                  | Surf's Up                                          | Коуди Маверик (глас)          |          |         |
| 2007   | „Трансформърс“                                    | Transformers                                       | Сам Уитуики                   |          |         |
| 2008   | „Индиана Джоунс и кралството на кристалния череп“ | Indiana Jones and the Kingdom of the Crystal Skull | Хенри „Мът Уилямс“ Джоунс III |          |         |
| 2008   | „Орлово око“                                      | Eagle Eye                                          | Джери Шо                      |          |         |
| 2008   | „Трансформърс: Отмъщението“                       | Transformers: Revenge of the Fallen                | Сам Уитуики                   |          |         |
| 2009   | „Ню Йорк, обичам те!“                             | New York, I Love You                               | Джейкъб                       |          |         |
| 2010   | „Уолстрийт: Парите никога не спят“                | Wall Street: Money Never Sleeps                    | Джейкъб „Джейк“ Мур           |          |         |
| 2011   | „Трансформърс 3: Тъмната страна на Луната“        | Transformers: Dark of the Moon                     | Сам Уитуики                   |          |         |
| 2012   | „Беззаконие“                                      | Lawless                                            | Джак Бондюрант                |          |         |
| 2012   | „Хората, на които държиш“                         | The Company You Keep                               | Бен Шепърд                    |          |         |
| 2013   | „Нужната смърт на Чарли Кънтримен“                | Charlie Countryman                                 | Чарли Кънтримен               |          |         |
| 2013   | „Нимфоманка“                                      | Nymphomaniac                                       | Джером                        |          |         |
| 2014   | „Ярост“                                           | Fury                                               | Бойд Суон                     |          |         |
| 2016   | „Американски мед“                                 | American Honey                                     | Джейк                         |          |         |
| 2017   | „Борг/Макенроу“                                   | Borg vs, McEnroe                                   | Джон Макенроу                 |          |         |
| 2024   | „Мегалополис“                                     | Megalopolis                                        | Клодио Пулхър                 |          |         |

## Награди и номинации
| Година | Филм                                       | Оригинално заглавие                   | Награда | Резултат  |
| ------ | ------------------------------------------ | ------------------------------------- | --- | --------- |
| 2000   | „Не дразнете Стивънс“                      | „Even Stevens“                        | Награда „Young Star Award“ за най-добър млад актьор в сериал – комедия | Номиниран |
| 2001   | „Не дразнете Стивънс“                      | „Even Stevens“                        | Награда за най-добро изпълнение на млад актьор в телевизионен сериал – комедия („Young Artist Award for Outstanding Performance in a TV Comedy Series: Leading Young Actor“) | Номиниран |
| 2003   | „Не дразнете Стивънс“                      | „Even Stevens“                        | Награда „Еми“ за най-добър актьор в детски сериал | Награден  |
| 2004   | „Семейно проклятие“                        | „Holes“                               | Награда на Ем Ти Ви за изгряваща звезда („MTV Movie Award Best Breakthrough Male Performance“)                                                                               | Номиниран |
| 2004   | „Семейно проклятие“                        | „Holes“                               | Награда за най-добро изпълнение на млад актьор в игрален филм („Young Artist Award for Best Performance in a Feature Film – Leading Young Actor“)                            | Номиниран |
| 2007   | „Дистърбия“                                | „Disturbia“                           | Награда за най-добър изгряващ актьор („Teen Choice Award for Choice Movie Breakout Male“)                                                                                    | Награден  |
| 2007   | „Tрансформърс“                             | Transformers                          | Награда „Teen Choice Award for Choice Movie: Chemistry“ | Номиниран |
| 2007   | „Tрансформърс“                             | Transformers                          | Награда „Teen Choice Award for Choice Movie: Liplock“ за най-добра целувка (заедно с Меган Фокс)                                                                             | Номиниран |
| 2007   | „Дистърбия“                                | „Disturbia“                           | Награда „Teen Choice Award“ за най-добър актьор в ужас/трилър | Награден  |
| 2008   | Дистърбия                                  | „Disturbia“                           | Награда на Британската академия за филмово и телевизионно изкуство за изгряваща звезда „BAFTA Orange Rising Star Award“                                                      | Награден  |
| 2008   | „Tрансформърс“                             | Transformers                          | Награда „MTV Movie Award“ за най-добър актьор | Номиниран |
| 2008   | „Дистърбия“                                | „Disturbia“                           | Награда „MTV Movie Award“ за най-добра целувка (заедно със Сара Ромер) | Номиниран |
| 2009   | „Орлово око“                               | „Eagle Eye“                           | Награда „MTV Movie Award“ за най-добър актьор | Номиниран |
| 2009   | „Трансформърс: Отмъщението“                | „Transformers: Revenge of the Fallen“ | Награда „Златна малинка“ за най-лоша екранна двойка (заедно с Меган Фокс) | Номиниран |
| 2010   | „Трансформърс: Отмъщението“                | „Transformers: Revenge of the Fallen“ | Награда „Nickelodeon Kids' Choice Award“ за любим актьор | Номиниран |
| 2011   | „Трансформърс 3: Тъмната страна на Луната“ | „Transformers: Dark of the Moon“      | Награда „Teen Choice Award“ за най-добър актьор в летен филм | Номиниран |
| 2011   | „Уолстрийт: Парите никога не спят“         | „Wall Street: Money Never Sleeps“     | Награда „Teen Choice Award“ за най-добър актьор в драма | Номиниран |
| 2011   | „Трансформърс 3: Тъмната страна на Луната“ | „Transformers: Dark of the Moon“      | Награда „Златна малинка“ за най-лоша екранна двойка (заедно с Роузи Хънтингтън-Уайтли)                                                                                       | Номиниран |
| 2011   | „Трансформърс 3: Тъмната страна на Луната“ | „Transformers: Dark of the Moon“      | Награда „Златна малинка“ за най-лош екранен екип (заедно с целия актьорски състав)                                                                                           | Номиниран |